# هیدنوری کاتو
هیدنوری کاتو (انگلیسی: Hidenori Kato؛ زادهٔ ۱۳ مهٔ ۱۹۸۱) بازیکن فوتبال اهل ژاپن است.
از باشگاه‌هایی که در آن بازی کرده‌است می‌توان به باشگاه فوتبال ساگان توسو اشاره کرد.